# Schladming
Schladming osztrák város Stájerország Liezeni járásában. 2017 januárjában 6715 lakosa volt. Schladming a téli sportok egyik kedvelt színhelye, több alkalommal rendeztek itt alpesi síző világbajnokságot és speciális téli olimpiát. 

## Elhelyezkedése

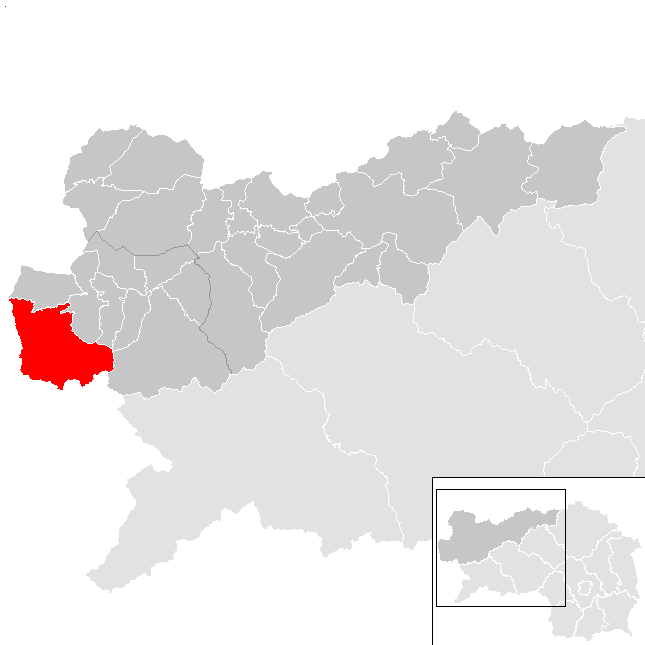
Schladming a Liezeni járásban

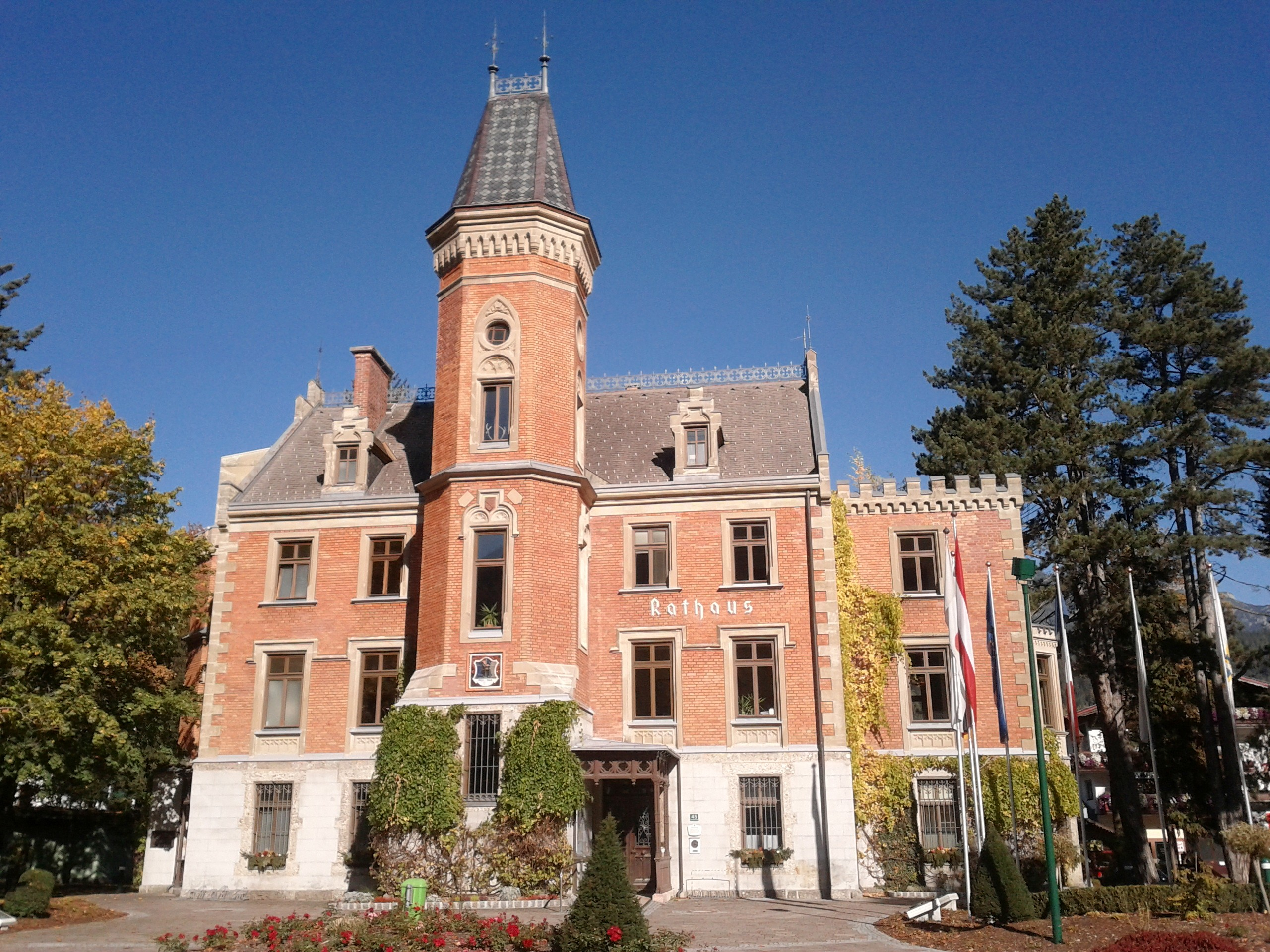
A városháza (volt Coburg-kastély)

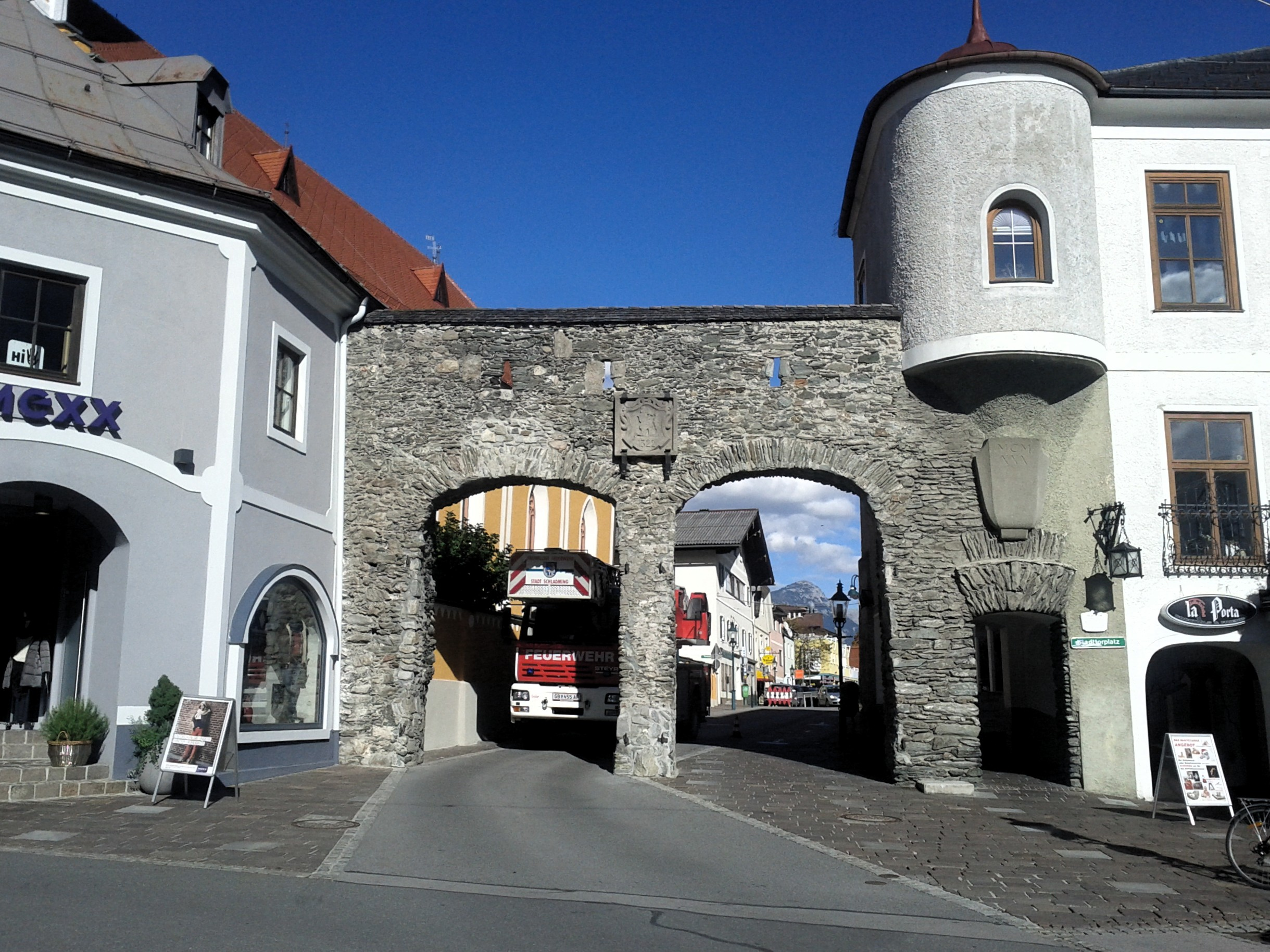
A Salzburgi kapu

Schladming Felső-Stájerország északnyugati részén fekszik az Enns folyó völgyében, ahol a Talbach az Ennsbe torkollik. Északról a Dachstein-hegység, délről az Alacsony-Tauern határolja. Schladming a Gröbmingi kirendeltség (járás alatti közigazgatási egység; az utolsó ilyen Ausztriában) legnagyobb települése. A városi önkormányzat 6 katasztrális községben 9 települést egyesít: Fastenberg (135 lakos), Gleiming (130), Klaus (972), Obertal (143), Pichl (603), Preunegg (133), Rohrmoos (940), Schladming (3508) és Untertal (151).
A környező önkormányzatok: északra Ramsau am Dachstein, északkeletre Haus, keletre Aich és Michaelerberg-Pruggern, délkeletre Sölk, Göriach és Lessach, délre Weißpriach és Mariapfarr, nyugatra Radstadt és Forstau (utóbbi hat Salzburg tartományban).

## Története
Schladming első említése 1180-ból származik (mint Slaebnich). 1322-ben már városjoggal rendelkezett, amelyet a Schladmingi-Tauern hegységben működő ezüst-, ólom- és rézbányáknak (később kobaltot és nikkelt is kitermeltek) köszönhetett, amelyekben több mint 1500 bányászt alkalmaztak. A városban történt az első próbálkozás a bányászok munkakörülményeinek és jogainak szabályozására (az ún. schladmingi bányalevél 1408-ból). 
A reformáció során a bányászok 1525-ben csatlakoztak a parasztfelkeléshez, emiatt a települést Ferdinánd főherceg csapatai szinte teljesen elpusztították, városjogát pedig visszavonták. Schladming csak 1925-ben kapta vissza korábbi státuszát. A helyi járási szint alatti közigazgatás, a kirendeltség székhelye is a jóval kisebb Gröbming; így az ellenreformáció több száz évvel később, máig érezteti hatását.  
A település gazdaságának alapját képező bányászat a 19. század folyamán fokozatosan lehanyatlott. Az újabb gazdasági fellendülést a vasúti 1875-ös megépítése hozta magával. A közlekedés megkönnyítésével megindult a főleg a síelőkre alapozott turizmus fejlődése. 1908-ban megalakult a Schladmingi Télisport Egylet, 1953-ban elkészült az első sífelvonó. 1982-ben és 2013-ban alpesi sívilágbajnokságot, 1993-ban és 2017-ben pedig speciális téli olimpiát rendeztek a városban. 2015-ben a város szállodái több mint másfél millió vendégéjszakát realizáltak.
A 2015-ös stájerországi közigazgatási reform során az addig önálló Pichl-Preunegg és Rohrmoos-Untertal községeket a városhoz csatolták (annak ellenére, hogy azok az Alkotmánybíróságnál is panaszt tettek).

## Lakosság
A schladmingi önkormányzat terület 2017 januárjában 6715 fő élt. A lakosságszám 1961-től 2001-ig dinamikusan növekedett (akkor 6865 fő), azóta csökkenő tendenciát mutat. 2015-ben a helybeliek 87,2%-a volt osztrák állampolgár; a külföldiek közül 2,5% a régi (2004 előtti), 6,4% az új EU-tagállamokból érkezett. 2,2% a volt Jugoszlávia (Szlovénia és Horvátország nélkül) vagy Törökország, 1,7% egyéb országok polgára. 2001-ben a lakosok 55,6%-a római katolikusnak, 34,2% evangélikusnak, 4,1% muszlimnak, 4,3% pedig felekezet nélkülinek vallotta magát. Ugyanekkor 6 magyar élt a városban. Az osztrákok mellett a legnagyobb nemzetiségi csoportot a horvátok tették ki 5,2%-kal. 

## Látnivalók

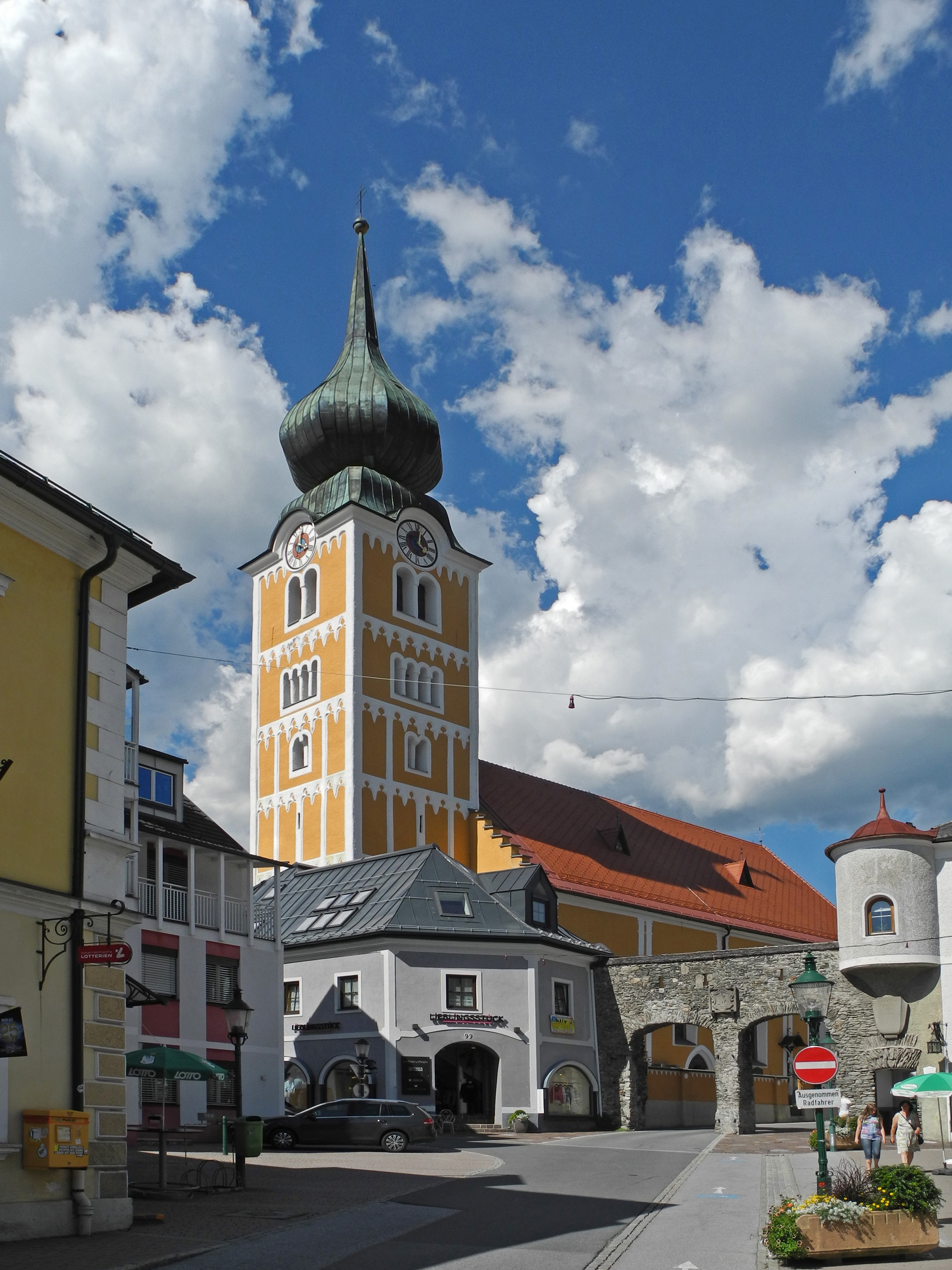
A Szt. Ákos-templom

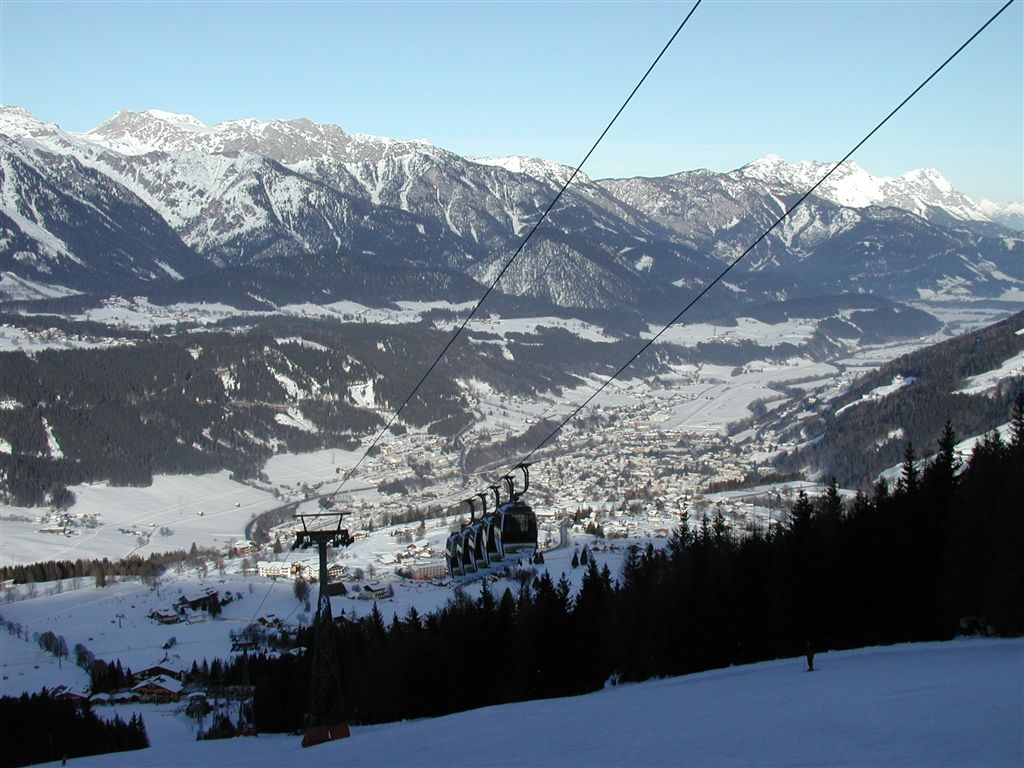
Sífelvonó a Hochwurzenen. Háttérben a Dachstein-hegység

- a városi múzeum az 1661-ben emelt volt bányászispotály épületében található. A múzeumban bányatörténeti és reformáció-kori kiállítás látható
- a városházát Ágost szász-coburg és gothai herceg építtette 1884-ben vadászkastélynak.
- a középkori városfalból megmaradt Salzburgi kapu és egy kerek torony
- a Szt. Ákos-plébániatemplom eredetileg román stílusban épült. 1522-1532 között háromhajóssá bővítették ki. Főoltára 1704-ből való
- az 1862-ben elkészült evangélikus templom
- Mid Kultur nyári zenefesztivál
- téli alpesi sí-világkupafutamok
- síelési, szánkózási lehetőségek a Planai és Reiteralm hegyek pályáin
- a város kulináris specialitásai a schladmingi sör és a stájer sajt (szürkepenészes sajt)

## Híres schladmingiak
- Itt született Anselm Franz (1900–1994) osztrák származású gépészmérnök, repülőgéphajtómű-tervező
- Sepp Walcher (1954–1984) világbajnok alpesi síző
- Michael Tritscher (1965-) olimpiai bronzérmes alpesi síző
- Hans Knauß (1971-) olimpiai ezüstérmes alpesi síző
- Dominic Pürcher (1988-) válogatott labdarúgó
- Daniel Royer (1990-) válogatott labdarúgó

## Testvértelepülések
- Felletin (Franciaország)
- Wetzlar (Németország)
- Furano (Japán)
- Braunfels-Bonbaden (Németország)

## Fordítás
- Ez a szócikk részben vagy egészben  a   Schladming című német Wikipédia-szócikk ezen változatának fordításán alapul.  Az eredeti cikk szerkesztőit annak laptörténete sorolja fel. Ez a jelzés csupán a megfogalmazás eredetét és a szerzői jogokat jelzi, nem szolgál a cikkben szereplő információk forrásmegjelöléseként.